# Хорети
Хорети (груз. ხორეთი) — село в Грузии, на территории Ланчхутского муниципалитета края (мхаре) Гурия.

## География
Село находится в западной части Грузии, в междуречье Шути и Супсы, на расстоянии приблизительно 12 километров (по прямой) к юго-западу от города Ланчхути, административного центра муниципалитета. Абсолютная высота — 117 метров над уровнем моря.

## Население
По результатам официальной переписи населения 2014 года, в Хорети проживал 251 человек (107 мужчин и 144 женщины). В национальной структуре населения грузины составляли 99,6 %, армяне — 0,4 %.
| Год  | Население, человек |
| ---- | ------------------ |
| 2002 | 317                |
| 2014 | ↘ 251              |